# Mosh
Mosh (zkratka z anglického mobile shell) je počítačový program a jím používaný protokol pro vzdálenou práci v příkazovém řádku nebo obecněji pro vzdálenou emulaci terminálu. Na rozdíl od mnohem rozšířenějšího protokolu SSH, který je ve skutečnosti Moshem dokonce používán pro autentizaci, se Mosh samotný soustředí právě na práci v příkazovém řádku, nepodporuje tak například vzdálený přenos protokolu X11. Od SSH, které využívá TCP, se Mosh dále odlišuje mimo jiné tím, že je postaven nad UDP, což znamená, že na připojení lze navázat i po klientské změně IP adresy nebo i po delším přerušení sítě. Tato navázání přitom probíhají bez zásahu uživatele, na rozdíl od SSH, kde lze ztracené připojení obnovit ručně při použití vhodného terminálového multiplexoru. Použití terminálového multiplexoru je ovšem doporučeno i při práci s Moshem pro případ zastavení klientské aplikace a tím ztráty autentizačního klíče sezení. Hlavní výhodou Moshe je tak rychlost práce na pomalých spojeních a spojeních se značnou ztrátovostí paketů.